# Alcina stenotes
Alcina stenotes är en fjärilsart som beskrevs av Clarke 1976. Alcina stenotes ingår i släktet Alcina och familjen vecklare. Inga underarter finns listade i Catalogue of Life.